# Pingstförsamlingen i Vasa
Pingstförsamlingen i Vasa (Vaasan helluntaiseurakunta) är en pingstförsamling i Vasa i Finland. Församlingen grundades 1936 vid namn Siion-församlingen i Vasa. Första kyrkan invigdes 1936 på Kaserngatan 15 i Vasa. Nuvarande kyrkan ligger på Stationsgatan 24.

## Föreståndare
- 1936–1942: Oskar Tillander
- 1943–1949: Topias Sutela
- 1958–1961: Olavi Rantanen
- 1962–1963: Leino Halkola
- 1963–1970: Mauno Viinikkala
- 1971–1974: Matti Rajamäki
- 1974–1976: Niilo Yli-Vainio
- 1976–1979: Arvo Venäläinen
- 1979–1981: Jarmo Makkonen
- 1981–1983: Alpo Auvinen
- 1983–1989: Jussi Jokisaari